# Horacio Casini
Horacio German Casini (* 1970 in San Nicolas bei Buenos Aires) ist ein argentinischer theoretischer Physiker.
Er forscht finanziert durch den nationalen argentinischen Forschungsrat CONICET (Consejo Nacional de Investigaciones Científicas y Técnicas) am Instituto Balseiro der Universidad Nacional de Cuyo in Mendoza (Argentinien). Es ist Teil des Atomforschungszentrums Bariloche im Norden von Patagonien. Casini ist dort schon seit Studienzeiten in den 1980er-Jahren.
Er ist bekannt für Arbeiten zur Quantenverschränkung, wo ihm eine neue Interpretation der Bekenstein-Grenze mithilfe der Quantenverschränkung und einer daraus abgeleiteten Entropie gelang. Sie ist auch sinnvoll zur Betrachtung einzelner Teilchen, die in einem Volumen eingeschlossen sind. Er zeigte damit auch, dass die Entropie-Schranken aus der Bekenstein-Grenze eine allgemeine Eigenschaft von Quantenfeldtheorien sind und nicht nur von solchen, die an die Gravitation gekoppelt sind. In vielen seiner Arbeiten arbeitete er mit Marina Huerta zusammen, die ebenfalls am Instituto Basileiro tätig ist.
2015 erhielt er mit Marina Huerta den New Horizons in Physics Prize. 2014 waren beide am Institute for Advanced Study (Casini auch 2012). Außerdem waren sie am Perimeter Institute in Waterloo (Ontario) (bei Robert C. Myers).
2024 wurde er gemeinsam mit seiner Frau Marina Huerta sowie zwei weiteren Wissenschaftlern mit der Dirac-Medaille (ICTP) ausgezeichnet.
Er ist mit Marina Huerta verheiratet. Sie haben mehrere Kinder.

## Schriften
- mit Marina Huerta: On the RG running of the entanglement entropy of a circle. In: Physical Review D. Band 85, 2012, S. 125016
- mit Marina Huerta, Robert C. Myers: Towards a derivation of holographic entanglement entropy. In: Journal of High Energy Physics (JHEP). 1105 (2011) 036
- mit Marina Huerta: Entanglement entropy in free quantum field theory. In: Journal of Physics A. Band 42, 2009, S. 504007, Arxiv
- mit Marina Huerta: A Finite entanglement entropy and the c-Theorem. In: Physics Letters B. Band 600, 2004, S. 142–150